# Vladimír Vyoral
Ing. Vladimír Vyoral (* 5. prosince 1961 Praha) je český basketbalista, účastník dvou mistrovství Evropy, stříbrný medailista z Mistrovství Evropy 1985.
V československé basketbalové lize hrál za kluby Sparta Praha – (1980-1991, 10 sezón) a RH Pardubice (1987-1988). Se Spartou Praha získal tři stříbrné medaile za druhá místa v československé lize v letech 1989 až 1991. Za Spartu Praha hrál ještě v české basketbalové lize (1996-2002, 6 sezón). V basketbalové lize odehrál celkem 17 sezón (1980-91, 1996-2002), byl kapitánem ligového družstva, hráčskou kariéru v ligové Spartě ukončil ve svých 40 letech a docílil 5603 bodů. V historické tabulce střelců Sparty je na 3. místě.
S týmem Sparta Praha se zúčastnil 7 ročníků FIBA Poháru Korač v letech 1989-2001, čtyřikrát s účastí ve čtvrtfinálové skupině. 
Část sportovní kariéry hrál za SSV Weissenfels, Německo (1991-94) a Slavii Praha (1994-96).
Za československou basketbalovou reprezentaci hrál na dvou Mistrovství Evropy 1985 ve Stuttgartu, Německo (2. místo), 1991 v Římě, Itálie (6. místo) a získal na nich jednu stříbrnou medaili. Za reprezentační družstvo Československa v letech 1981-1991 odehrál celkem 139 zápasů, z toho 8 utkání v finálové části Mistrovství Evropy.
V lednu 2004 společně s Jaromírem Geršlem převzali trenérskou funkci u ligového týmu Sparta Praha. Po skončení hráčské kariéry je trenérem basketbalu v klubu Sokol pražský.

## Hráčská kariéra

### Kluby
- 1980-1987 Sparta Praha – 7. místo (1987), 2x 8. místo (1981, 1985), 3x 9. místo (1982, 1984, 1986)
- 1987-1988 RH Pardubice – 5. místo (1988)
- 1989-1991 Sparta Praha – 3x vicemistr (1989, 1990, 1991)
- Československá basketbalová liga celkem 11 sezón (1980-1991) a 5110 bodů (24. místo v tabulce střelců)
- 1991-1994 SSV Weissenfels, Německo, celkem 3 sezony
- 1994-1996 Slavia Praha
- 1996-2002 Sparta Praha – 4. místo (2002), 2x 5. místo (2000, 2001), 6. místo (1998), 7. místo (1999), 9. místo (1997)
- Česká basketbalová liga (1996-2002, 6 sezón, 493 bodů)
- V českoslovenslé a české basketbalové lize celkem 17 sezón a 5603 bodů

FIBA Evropské basketbalové poháry klubů
- za tým Sparta Praha – FIBA Pohár Korač: účast v 7 ročnících soutěže 1989/90, 1990/91 (Sparta vyřazena Panathinaikos Athény rozdílem pouhých 5 bodů ve skóre ze 2 zápasů (64-72, 75-72, Vyoral zaznamenal 39 z celkem 139 bodů Sparty), 1996/97, 1997/98, 1998/99, 1999/2000, 2000/01), 4x účast ve čtvrtfinálové skupině
- za tým Sparta Praha ve FIBA Evropských pohárech v 36 zápasech zaznamenal celkem 308 bodů.

### Československo
- Mistrovství Evropy 1985 Stuttgart, Německo 8 bodů /3 zápasy) 2. místo (stříbrná medaile), 1991 Řím, Itálie (32 /5) 6. místo.
- Za reprezentační družstvo Československa v letech 1981-1991 celkem 139 zápasů, z toho 8 utkání v finálové části Mistrovství Evropy, v nichž zaznamenal 40 bodů.

## Trenérská
- 2003-2004 Sparta Praha, NBL (od 14.1.2004)
- od 2001 [Sokol pražský]